# Caio Couto
Caio Couto Gonçalves (Rio de Janeiro, 29 de janeiro de 1976), mais conhecido como Caio Couto, é um técnico de futebol e ex-futebolista brasileiro. Atualmente, é técnico do time feminino do Santos.

## Carreira

### Futebolista
Couto começou sua carreira no Flamengo, permanecendo no clube até a categoria sub-17. Posteriormente, mudou-se para o Sub-20 do Botafogo, após uma curta passagem pelo São Cristóvão, e terminou sua formação no Fluminense, onde se profissionalizou.
Profissionalmente, também jogou pela Anapolina e Desportiva antes de se aposentar, em 2000.

### Treinador
Caio é formado em Educação Física pela Universidade da Cidade – MBA, tem Gestão Esportiva na FGV (Fundação Getúlio Vargas) e é formado como Técnico na ABTF (Associação Brasileira Treinadores de Futebol).
Pouco depois de se aposentar dos campos, Couto começou a trabalhar como gerente nas categorias de base do América de Natal. Posteriormente, ele foi responsável pelo time sub-20 do Tigres do Brasil, pelo time sub-13 do Botafogo e pelo time sub-15 do Fluminense antes de ser nomeado gerente da Seleção Brasileira Feminina sub-20 em 2011.
Em março de 2012, Couto foi nomeado técnico da equipe feminina do Vitória das Tabocas, levando o clube às semifinais da Copa do Brasil de Futebol Feminino de 2012. Em 21 de novembro do ano seguinte, foi nomeado técnico do time masculino, mas renunciou em 29 de janeiro de 2014, após 18 pontos em 14 partidas do Campeonato Pernambucano de 2014.
Couto assumiu o Quissamã em fevereiro de 2014, e posteriormente foi apresentado no comando do Bonsucesso em 21 de julho daquele ano. Foi demitido por este último em fevereiro de 2015.
Foi nomeado técnico do time feminino do Santos em março de 2015, onde teve a missão, juntamente com a direção alvinegra, de remontar o departamento feminino que estava fora de atividade desde 2011. Couto levou o time às finais do Paulista em 2016 e venceu o Campeonato Brasileiro Feminino Série A1 de 2017 com o Peixe, sendo eleito o melhor treinador da competição, mas foi demitido em 14 de janeiro de 2018, após 96 partidas com aproveitamento de 89%.
Em 11 de fevereiro de 2019, retornou ao futebol masculino após ser nomeado técnico do Jaguariúna FC, do Campeonato Paulista Segunda Divisão, mas renunciou em 24 de abril.
Após trabalhar como comentarista esportivo na TV Cultura Litoral entre 2021 e 2022, Couto retornou às funções de treinador antes da temporada de 2023, sendo auxiliar de Júnior Lopes no Audax Rio. Em fevereiro, após a renúncia de Lopes, ele foi nomeado treinador principal.
Em 9 de abril de 2023, após chegar à final da Taça Rio, Couto foi nomeado treinador principal da Portuguesa-RJ. Na Lusa carioca, conquistou a Copa Rio, classificou o clube para a Copa do Brasil e quase subiu a equipe para a Série C do Campeonato Brasileiro. Sob o comando de Caio Couto, a Portuguesa teve 28 jogos, com 15 vitórias, dez empates e três derrotas.
Em 14 de novembro de 2023, foi anunciado como treinador do time sub-20 do Fluminense, onde chegou à segunda fase da Copa São Paulo de 2024 e ficou até março daquele ano.
Em 5 de março de 2024, retornou ao comando da Portuguesa-RJ.
Em 19 de setembro de 2024, assume a equipe de futebol feminino do Santos FC para o restante da temporada 2024, na disputa da Conmebol Libertadores e do Campeonato Paulista. Nesta temporada, chega às quartas de final da Libertadores e ao título da Copa Paulista e, ao final do ano, renovou seu contrato até o fim de 2025.

### Títulos

#### Jogador[2]
Flamengo
- Campeonato Carioca Sub-13
- Campeonato Carioca Sub-17

#### Treinador
Seleção Brasileira Feminina - Sub-20
- Campeonato Sul-Americano Sub-20: 2012

Vitória das Tabocas (feminino)
- Campeonato Pernambucano - Feminino: 2012[38]

Santos (feminino)
- Campeonato Brasileiro de Futebol - Série A1: 2017[2]
- Copa Paulista: 2024

Portuguesa-RJ
- Copa Rio: 2023[20]